# Lapunowo (obwód swierdłowski)
Lapunowo (ros. Ляпуново) – wieś (sieło) w Rosji, w obwodzie swierdłowskim, w rejonie bajkałowskim. W 2010 liczyła 908 mieszkańców.